# Ober (Spielkarte)

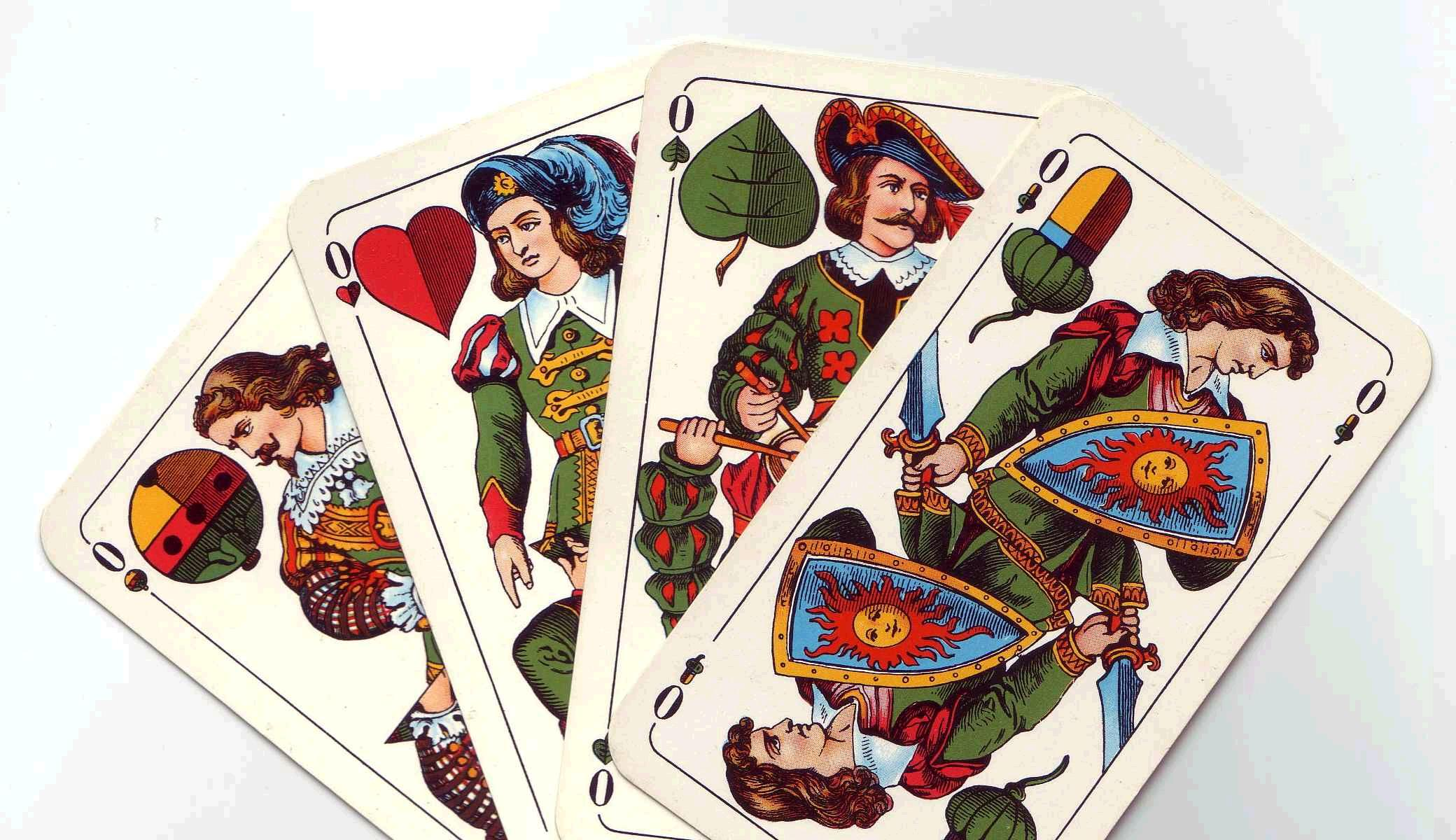
Die vier Ober eines deutschen Blatts (bayerisches Bild)

Der Ober, österreichisch teilweise auch Manderl, ist eine Spielkartenfigur und ein Kartenwert im deutschen Blatt, dem im französischen Blatt die Dame entspricht. Für die bildliche Darstellung der Ober werden üblicherweise Edelleute oder Offiziere verwendet. Im württembergischen Blatt erscheinen die Ober beritten. Dies lässt sich auf ihren Ursprung im spanischen Tarotblatt zurückführen, welches an Hofkarten neben Bube, Dame und König auch noch den Cavall beinhaltet. Während im modernen französischen Blatt dieser entfällt, hatte man im deutschen Sprachraum auf die Dame verzichtet. 
Spielkartensätze, die vier Ober enthalten, werden beispielsweise für Skat, Maumau, Bayerisches Tarock und Schafkopf verwendet. Die Kartendecks, mit denen Gaigel und Doppelkopf gespielt werden, enthalten dagegen acht Ober. Beim Schafkopfen stellen die vier Ober die höchsten Trumpfkarten dar, beim Doppelkopf sind die acht Ober die höchsten Trumpfkarten nach den beiden Herz-Zehnern. Beim bayerischen Kartenspiel Grasobern gilt es Stiche, die den Gras-Ober enthalten, zu vermeiden.